# Air Panama Internacional
Air Panamá Internacional, también conocida como Air Panama International o simplemente Air Panamá, fue una aerolínea estatal de Panamá que sirvió como la aerolínea de bandera del país entre 1968 y 1989. Desde su centro de operaciones en el Aeropuerto Internacional de Tocumen en la Ciudad de Panamá, ofrecía con vuelos regulares de pasajeros a una serie de destinos en las Américas.

## Historia
Air Panamá Internacional fue fundada en 1967 como joint venture entre el gobierno de Panamá y la aerolínea española Iberia. Cuando Iberia se retiró, aproximadamente diez años más tarde, la aerolínea pasó a ser totalmente estatal.
Durante la década de 1980, cuando Panamá era gobernada por el dictador militar Manuel Noriega, la red de rutas y la flota de aviones de Air Panamá Internacional entró en declive debido al empeoramiento de la situación financiera y económica de la empresa, lo que llevó a Copa Airlines a emerger como la aerolínea más grande del país. Todas las operaciones de vuelo con Air Panamá Internacional cesaron en diciembre de 1989 por la invasión estadounidense de Panamá. El único avión de la aerolínea en ese momento, un Boeing 727, fue dañado sin posibilidad de reparación en acciones de combate. En enero de 1990, Air Panamá Internacional se declaró en bancarrota. 
En 1993 el gobierno de Panamá intentó vanamente realzar la aerolínea con el nombre de Panamá Air International, sin éxito. En 2005, Turismo Aéreo adquirió la marca Air Panamá y adoptó sus derechos de marca registrada.

## Antigua flota

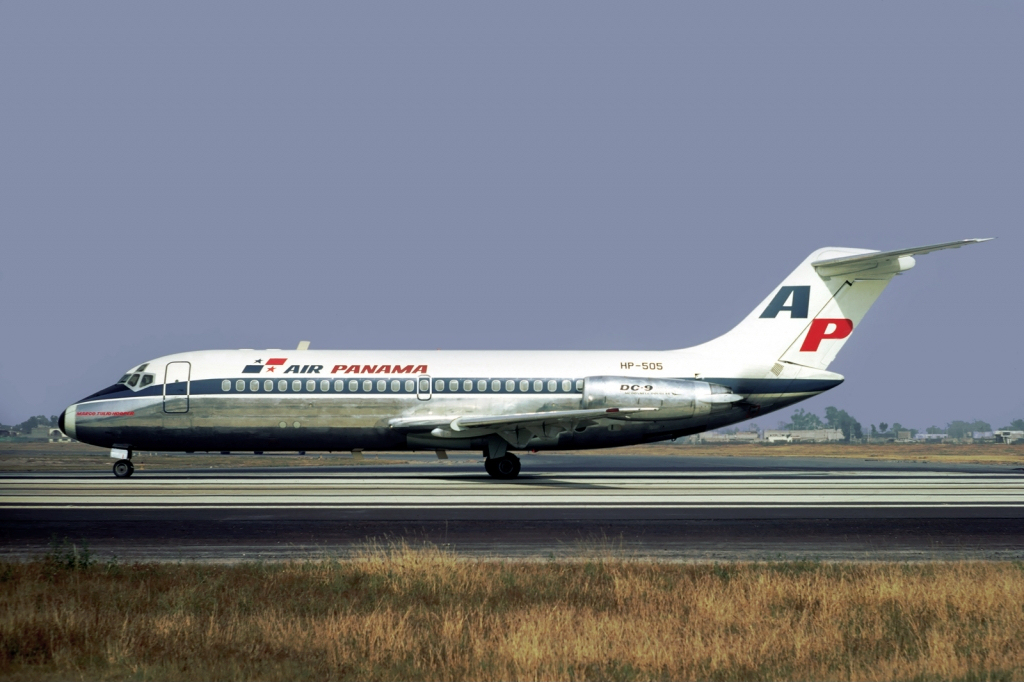
McDonnell Douglas DC-9 de Air Panamá Internacional en el Aeropuerto Internacional de la Ciudad de México (1971)

| Aeronaves               | Total | Introducido | Retirado | Matrículas                                |
| ----------------------- | ----- | ----------- | -------- | ----------------------------------------- |
| Boeing 707              | 1     | 1989        | 1989     | N707HE                                    |
| Boeing 720              | 1     | 1973        | 1974     | N7227U                                    |
| Boeing 727-100          | 5     | 1968        | 1989     | HP-619, HP-619API, HP-620, HP-661 y N55AJ |
| Boeing 727-200          | 4     | 1981        | 1989     | N729EV, N8152G, OB-1303 y JY-ADR          |
| Boeing 757              | 2     | 1981        | 1989     | YV-77C y YV-78C                           |
| Douglas DC-8            | 1     | 1984        | 1987     | N8973U                                    |
| McDonnell Douglas DC-9  | 1     | 1969        | 1972     | HP-505                                    |
| McDonnell Douglas DC-10 | 3     | 1984        | 1985     | N133JC, N144US y N905WA                   |

## Antiguos destinos
| Países         | Destinos          | Aeropuertos                                         |
| -------------- | ----------------- | --------------------------------------------------- |
| Argentina      | Buenos Aires      | Aeropuerto Internacional Ministro Pistarini         |
| Brasil         | Río de Janeiro    | Aeropuerto Internacional de Galeão                  |
| Chile          | Santiago de Chile | Aeropuerto Internacional Arturo Merino Benítez      |
| Colombia       | Bogotá            | Aeropuerto Internacional El Dorado                  |
| Ecuador        | Guayaquil         | Aeropuerto Internacional José Joaquín de Olmedo     |
| Estados Unidos | Los Ángeles       | Aeropuerto Internacional de Los Ángeles             |
| Estados Unidos | Miami             | Aeropuerto Internacional de Miami                   |
| Estados Unidos | Nueva York        | Aeropuerto Internacional John F. Kennedy            |
| México         | Ciudad de México  | Aeropuerto Internacional de la Ciudad de México     |
| Panamá         | Ciudad de Panamá  | Aeropuerto Internacional de Tocumen (HUB)           |
| Perú           | Lima              | Aeropuerto Internacional Jorge Chávez               |
| Venezuela      | Caracas           | Aeropuerto Internacional de Maiquetía Simón Bolívar |